# Републичка управа за геодетске и имовинско-правне послове Републике Српске
Републичка управа за геодетске и имовинско-правне послове Републике Српске је самостална републичка управа која обавља управне и друге стручне послове који се односе на премјер и успостављање катастра непокретности, као и обнову и одржавање премјера и катастра непокретности у Републици Српској.
До јула 2010. налазила се у саставу Министарства правде Републике Српске.

## Организација
У оквиру Управе организују се основне организационе јединице и унутрашње организационе јединице. Основне јединице су: Сектор за геодетске послове, Сектор за имовинско-правне, нормативне и аналитичке послове, Сектор за правне, опште и финансијске послове и Сектор за оснивање и одржавање катастра непокретности. Унутрашње организационе јединице се називају одјељења, а у оквиру одјељења се оснивају писарнице и одсјеци за људске ресурсе. Такође, организују се и подручне јединице које у свом саставу могу имати подручне канцеларије.
Сједиште Републичке управе је у Бањој Луци, а на њеном челу се налази директор одговоран Влади Републике Српске. На челу сектора се налазе помоћници директора одговорни директору. Директора и помоћнике директора именује Влада Републике Српске на основу јавног конкурса.

## Надлежности
Републичка управа за геодетске и имовинско-правне послове Републике Српске обавља управне и друге стручне послове који се односе на:
- премјер и успостављање катастра непокретности, обнову премјера и катастра непокретности, одржавање катастра премјера и непокретности,
- одржавање катастра комуналних уређаја осим послова који су законом пренесени у надлежност јединица локалне самоуправе,
- катастарско класирање и бонитирање земљишта,
- картографисање територије Републике Српске, вођење техничке архиве оригинала планова и карата, основних геодетских радова,
- стручни надзор над пословима премјера и катастра непокретности, катастра земљишта, катастра комуналних уређаја, комасацију земљишта и премјеравање земљишта за посебне потребе,
- својинскоправне и друге стварноправне односе на некретнинама у државној својини,
- имовинско-правне односе на земљишту и зградама, експропријацију, узурпације, аграрне односе, престанак државне својине,
- успостављање ранијих својинско-правних односа на земљишту у државној својини — денационализација, евиденције о некретнинама и правима на некретнинама,
- имовинско-правне послове у вези са некретнинама на којима Република Српска има право располагања,
- надзорне, нормативно-правне и аналитичке послове и друге послове у складу са законом.